# Giulio Cesare Aranzio
Giulio Cesare Aranzi(o), latinisiert Julius Caesar Arantius (* 1530 in Bologna; † 7. April 1589 ebenda), war ein italienischer Anatom. Aranzi war Professor für Anatomie und Chirurgie in Bologna.

## Leben
Aranzio war der Neffe und Schüler des Chirurgen Bartolomeo Maggi und studierte in Padua und Bologna Medizin. 1556 wurde er in Bologna promoviert. Kurz danach wurde er in Bologna Professor für Medizin und Chirurgie, später auch für Anatomie.
Er entdeckte beim Fötus den bereits von Galenos beschriebenen und nach Leonardo Botallo benannten Botalli-Gang (Ductus arteriosus Botalli) Botallo. Aranzio war Erstbeschreiber des Augenlidhebermuskels und der Semilunarklappen mit den Noduli Arantii (Noduli valvarum semilunarium). Aranzio befasste sich zudem mit der Anatomie des Fetus. Der Ductus venosus (Aranzio-Gang, Ductus venosus Arantii), welcher erstmals 1564 im Werk von Vesal erwähnt und auch von Leonardo Botallo beschrieben wurde, wurde ebenfalls nach ihm benannt. 1564 verwendete Giulio Cesare Aranzio als Erster den Begriff Hippocampus für die ebenfalls von ihm erstmals beschriebene Gehirnstruktur. Er befasste sich mit den Ammonshörnern des Hippocampus und prägte den Begriff des „Aquaeductus cerebri.“

## Schriften
- De humano foetu opusulcum. Rom 1564.
- De tumoribus, Bologna 1571.[1]
- Observationes anatomicae. 1579.